# Domeinnaamrecht
Het domeinnaamrecht houdt onder andere in wat een domeinnaam juridisch gezien eigenlijk is, wie er recht heeft op het gebruik van een bepaalde domeinnaam, het registreren en overdragen van domeinnamen, de juridische complicaties en valkuilen in relatie met het merkenrecht en het handelsnamenrecht, en het tegengaan van misbruik van domeinnaamregistraties.

## Belang van domeinnaamrecht
Het gebruik van het internet neemt nog steeds toe en daarmee het belang van de bereikbaarheid en de herkenbaarheid van degene die zich hoe dan ook  wil profileren of presenteren op het internet. Dit kan door het gebruiken van een website met als adres een domeinnaam. Een (domein)naam is een uitdrukking van de individualiteit van de drager van de naam en dient als identificatiemiddel. Het  heeft door de gekozen naam betekenis als onderscheidingsteken en dient derhalve als middel tot herkenbaarheid. Vandaar dat domeinnamen heel belangrijk zijn geworden en er behoefte bestaat tot bescherming zoals ten aanzien van merken en handelsnamen. Talloze uitspraken van rechterlijke en arbitrale instanties laten dit telkens weer zien. Fenomenen als domain grabbing of cybersquatting zijn geen onbekenden meer.
Het belang van domeinnamen wordt geïllustreerd aan de hand van de exponentiële stijging van het aantal domeinnamen. Eind 1995 waren er in Nederland nog slechts 10.000 .nl domeinnamen uitgegeven, inmiddels zijn dat er bijna 5 miljoen. In België kon pas sinds 11 december 2000 eenieder een .be domeinnaam registreren. Na deze vrijgave steeg het aantal .be domeinnamen dan ook van 40.000 eind 2000, naar een half miljoen medio 2005. In 1995 waren in de VS al 100.000 .com domeinnamen geregistreerd, in 1997 1,6 miljoen, in 2000 7 miljoen, in 2013 staan er 105 miljoen .com domeinnamen te boek. Eind 2023 zijn dat 160 miljoen.

## De juridische status van een domeinnaam
In de praktijk wordt gesproken alsof men een domeinnaam zomaar in eigendom zou kunnen hebben. 
In de praktijk blijkt dat domeinnamen kunnen worden overgedragen, dat er beslag op kan worden gelegd en pandrechten erop kunnen worden gevestigd. Een communis opinio over de vermogensrechtelijk status van domeinnamen is er evenwel nog niet.
Op 13 mei 2009 oordeelde de voorzieningenrechter van de rechtbank Leeuwarden in een kort geding dat het gebruik van de domeinnaam "clubswear.nl" onrechtmatig was jegens de houder van de domeinnaam "www.clubwear.nl"(een naam met slechts een enkele letter verschil)
. Beide partijen in het geschil waren ondernemers die in uitgaanskleding handelden. De rechtbank achtte het gebruik onrechtmatig omdat er sprake was van verwarringsgevaar en clubswear.nl van een latere registratiedatum was. Op welk recht er nu precies inbreuk werd gemaakt werd in de uitspraak niet uitdrukkelijk aangegeven. Zonder er woorden aan te wijden zou hier volgens de commentaren op het vonnis een domeinnaamrecht in leven zijn geroepen.

## Voetnoten
1. ↑  ECLI:NL:RBLEE:2009:BI3871
2. ↑  SOLV Is het domeinnaamrecht geboren?